# USS Boarfish (SS-327)
«Борфіш» (англ. USS Boarfish (SS-327)) — підводний човен військово-морських сил США типу «Балао», споруджений під час Другої Світової війни.
Човен спорудила компанія General Dynamics Electric Boat на верфі у Ґротоні, штат Коннектикут. 2 грудня 1944-го він прибув до Перл-Гарбору, де увійшов до складу Тихоокеанського флоту.

## Походи
Всього човен здійснив чотири бойові походи

### 1-й похід
24 грудня 1944 року «Борфіш» вийшов з бази, 4 січня 1945 року зайшов для бункерування на острів Сайпан (Маріанські острови), після чого попрямував до району бойового патрулювання у Південнокитайському морі біля центральної частини узбережжя В'єтнаму. Тут 21 січня човен у трьох атаках безрезультатно випустив по конвою 16 торпед. Зате 31 січня під час нападу на конвой HI-88-B «Борфіш» вдалось потопити танкер Енкі-Мару та пошкодити танкер Дайєцу-Мару, використавши для цього лише чотири торпеди. Останній загорівся та викинувся на берег, де був наступного дня добитий авіацією. 15 лютого човен прибув до Фрімантлу на західному узбережжі Австралії.

### 2-й похід
11 березня 1945 року «Борфіш» вийшов з бази, за три доби зайшов для бункерування в бухту Ексмут, після чого попрямував до того ж району бойового патрулювання біля узбережжя Індокитаю. Тут він не зміг збільшити свій бойовий рахунок, а 21 квітня прибув до затоки Субік-Бей на Філіппінах.

### 3-й похід
16 травня 1945 року «Борфіш» вирушив до Яванського моря. 29 травня біля північного входу до Зондської протоки човен безрезультатно випустив чотири торпеди по конвою, після чого отримав пошкодження від торкання до ґрунту (глибини в районі занурення виявились на 7 метрів меншими, аніж вказувалось у лоції) та наступної атаки глибинними бомбами. Це вимусило перервати похід та 8 червня прибути для ремонту до Фрімантлу.

### 4-й похід
Почався 5 липня та тривав до 6 серпня 1945-го, коли човен увійшов до Субік-Бей. «Борфіш» патрулював у Яванському морі, проте не зміг збільшити свій бойовий рахунок.

## Спеціальні завдання
9 — 10 квітня 1945-го в бухті Тамквен на узбережжі Індокитаю човен висадив, а потім прийняв на борт двох розвідників-австралійців.
15 — 16 квітня 1945 року «Борфіш» біля бухти Туран знову висадив та прийняв назад двох австралійських диверсантів, котрі провели мінування залізниці.

## Післявоєнна доля
Влітку 1947 року «Борфіш» взяв  участь у перших підльодних дослідженнях роботи сонарів, котрі провадились у Беринговій протоці.
23 травня 1948-го човен прибув до Ізміру та був переданий до складу військово-морських сил Туреччини, де кораблю присвоїли нове ім'я TCG Sakarya (S 332). До 1972-го колишній «Борфіш» служив у турецькому флоті, допоки 1 січня 1974-го не був повернутий США і проданий на злам.

## Бойовий рахунок
| Дата       | Назва                          | Тип    | Тоннаж | Місце           |
| 31.01.1945 | Енкі Мару                      | танкер | 6968   | 14°55'N 109°1'E |
| 31.01.1945 | Дайєцу Мару (добитий авіацією) | танкер | 6890   | 14°55'N 109°1'E |